# Salsa bearnesa
La salsa bearnesa (en francès: sauce béarnaise) és una salsa emulsionada a base de mantega i rovell d'ou condimentada amb estragó i escalunya, amb cerfull, cuinat en vi i vinagre per a fer un glasejat. Se serveix calenta. La salsa bearnesa és l'acompanyament tradicional d'un filet (Filet Chateaubriand, filet mignon), però també es pot posar en certs plats de peix i verdures a la graella.

## Història
La salsa bearnesa la va fer la primera per vegada el chef Collinet, l'inventor de les Pommes soufflées (pommes de terres soufflés) i la va servir per primera vegada el 25 d'agost de l'any 1836 com commemoració de l'obertura del restaurant: "Le Pavillon Henri IV" ubicat a Saint-Germain-en-Laye, no gaire lluny de París. El restaurant es va obrir en memòria d'Enric IV de França i el nom de bearnesa perquè aquest rei era nascut a Bearn. Montmireil, chef del vescomte de Châteaubriand creà la possibilitat de posar la salsa en un filet de vaquí, per això està unida al filet Chateaubriand i carns en barbacoa.
La salsa holandesa és molt similar en contingut a la salsa bearnesa, però se'n diferencia entre altres coses per l'emulsió de la mantega en el vinagre i l'estragó.
La salsa bearnesa fa servir rovells d'ou cru i el mateix que la salsa maionesa pot estar contaminada amb salmonel·la.